# Златна велифера
Златна велифера или јукатански моли (лат. Poecilia velifera) је риба која живи у приобалним водама полуострва Јукатан. Ове рибе су добро познате и по варијацијама и разликама величина између муших и женских јединки.

## Изглед
Споља је слична пегавом молију (Poecilia latipinna), али је већа, а код мужјака су и леђна пераја већа и дужа. Одрасле рибе су обично веће од 10 cm и женке могу достићи скоро два пута већу дужину. Дорзална пераја су најпрепознатљивији знак ове врсте, она има скоро 20 „перајних зрака”, рачунајући од места где се пераје спаја са леђима, док Poecilia latipinna има мање од 15 (све друге вредности указују на хибридну јединку). Ако мужјаци шире своја дорзална пераја у својој околини, они имају посебан полукружни или трапезан облик, са горњом ивицом која је јасно дужа. Висина леђног пераја, мерено на задњем рубу је мало већа од висине репа.

## У акваријуму
Нарочито су мале сорте погодне за држање у акваријуму. Међутим, ова риба није лака за одржавање као пегави моли (Poecilia latipinna) или мраморасти моли. Потребни су им већи акваријуми који су добро прозрачни и садрже благо слану воду да би напредовале. Оне су у стању да преживе на много вишим температурама него што је то случај код већине других риба које се држе као кућни љубимци. Могу да живе и на температури вишој од 30 °C током дужег временског периода. Ако су им сви остали услови за живот адекватни, онда температура треба да буду између 25 и 30 °C. Директно сунце и обимно снабдевање биљкама, као што су зелена салата, грашак или одређене алге, су неопходне за добро здравље ових риба.
У суптропским подручјима могу се чувати и у акваријумима без грејања. У умереним зонама грејање је углавном неопходно. Ова врста такође може да се чува и у акваријумима са сланом морском водом и камењем у облику гребена, али неопходно је обезбедити редовно чишћење овог акваријума. Да би се пребацила у слану воду, потребно јој је неко време прилагођавања. Количина соли се повећава у акваријуму на свака 3 сата да би рибица могла постепено да се прилагоди сланој води.
Због специфичних услова, узгајање је нешто теже него код других врста. Веома је тешко да мужјаци добију своја спектакуларна пераја. Професионални узгајивачи често одвоје мужјаке и женке зими, да би били спремни да се размножавају у пролеће. Млади затим, ако је клима повољна, расту у пространим отвореним базенима током лета.
Као и друге Poeciliае, они су склони хибридизацији са сродним врстама. Не тако ретко, било је покушаја да се укрсте са Poecilia latipinna. Ово обично није успешно, а не би ни требало да се покушава, јер је чистокрвне јукатанске велифере често веома тешко наћи, а хибриди немогу да имају масивна дорзална пераја као што су њена. Постоје у неколико боја. Они најчешће не постигну величину коју достижу дивљи примерци рибе и често су укрштене са P. latipinna.